# Абдурахманов, Гаджимурад Магомедрасулович
Гаджимурад Магомедрасулович Абдурахманов (10 декабря 1996) — российский тайбоксер. Чемпион России.

## Карьера
Воспитанник ДЮСШ Кизляра, занимается под руководством Ибрагима Хидирова. В марте 2018 года в Наро-Фоминске стал чемпионом России. В марте 2019 года одержал победу в первенстве ЮФО и СКФО.

## Достижения
- Чемпионат России по тайскому боксу 2018 — ;

## Личная жизнь
Является выпускником юридического факультета филиала ДГУ в Кизляре.